# Atacama Pathfinder Experiment
Atacama Pathfinder Experiment (volně Atacamský průzkumný experiment, APEX) je radioteleskop v Chile. Nachází se v poušti Atacama a provozuje jej společně německý Institut Maxe Plancka pro radioastronomii, Evropská jižní observatoř (ESO) a švédská Onsala Space Observatory.
Radioteleskop APEX je umístěný v severní části pouště Atacama v Observatoři Chajnantor v nadmořské výšce 5060 m. Nachází se 1 km severně od centrální části hlavního zařízení této observatoře, soustavy 66 obdobně velkých radioteleskopů Atacama Large Millimeter Array (ALMA). V provozu je od roku 2005.

## Vědecký výzkum
Tento radioteleskop vznikl v roce 2005 jako prototyp pro vývoj zařízení ALMA. Průběžně však prováděl také samostatná měření a pokračuje v nich i po dostavění projektu ALMA. V roce 2017 bylo rozhodnuto o prodloužení jeho provozu do roku 2022.
Radioteleskop pracuje na milimetrových a submilimetrových vlnových délkách (400 μm–1,9 mm, tj. 738–159 GHz), tedy v rozsahu od dlouhého infračerveného záření po rádiové vlny. Průměr jeho antény je 12 m.

### LABOCA
Radioteleskop má k dispozici několik kamer podle aktuálně sledovaných vlnových délek. Hlavní je bolometrická kamera LABOCA (Large Apex Bolometer Camera), která má rozlišení 295 pixelů a pracuje na vlnové délce 870 µm (345 GHz), tedy v oblasti terahertzového záření. Využívá velmi citlivých teploměrů. Aby tyto teploměry zaregistrovaly co nejmenší změnu teploty způsobenou zářením a aby dosáhly co největšího odstupu užitečného signálu od šumu, jsou ochlazovány pomocí kapalného helia na teplotu okolo 0,3 stupně nad absolutní nulou (na −272,85 °C).
Je to největší kamera tohoto druhu na světě. Díky svému provozu v submilimetrové oblasti (větší radioteleskopy, např. americká Very Large Array, pracují s vlnovou délkou o 1 až 2 řády větší), může APEX lépe zkoumat chladný a vzdálený vesmír a jeho prachové struktury. Navíc díky umístění v nadmořské výšce nad 5000 m jsou zkoumané signály méně pohlcovány vodní párou v zemské atmosféře.

### ATLASGAL

ATLASGAL – rozložení chladného plynu v Galaxii

V roce 2016 dokončil radioteleskop svůj největší projekt – přehlídku oblasti Mléčné dráhy v submilimetrovém pásmu nazvanou ATLASGAL. Tento výzkum poskytuje dosud nejdetailnější pohled na rozložení chladného hustého plynu v rovině Galaxie.